# 伊喜措嘉
伊喜措嘉（藏語：ཡེ་ཤེས་མཚོ་རྒྱལ，威利转写：ye shes mtsho rgyal，757年—817年），亦译作益西措嘉、益西措杰，藏傳佛教女性上師，寧瑪派蓮花生大士最主要的弟子和空行母。她也是一位伏藏师。
伊喜措嘉原為卡千公主，是吐蕃帝国皇帝赤松德贊妃子。因赤松德贊邀請蓮花生大士来西藏弘揚佛教，伊喜措嘉被赤松德赞赐给蓮花生大士，作为其弟子和明妃（空行母）。蓮花生称她为“与吾等同者”。在赤松德赞逝世后，她被当权的皇后蔡邦·玛加东格流放到边远地区，在那里她继续修行并弘扬佛法。
伊喜措嘉以修行八大行法之普巴金剛獲得成就，其後將蓮花生大士的教法以伏藏的方式保存起來。宁玛派和噶玛噶举派都认定她为佛母，对她推崇备至。她也被认为是寧瑪派教法空行寧體的傳承者與金剛亥母的化身。